# Gonomyia harmstoni
Gonomyia harmstoni là một loài ruồi trong họ Limoniidae. Chúng phân bố ở miền Tân bắc.